# Fiat Toro
Fiat Toro – samochód osobowy typu pickup klasy kompaktowej produkowany pod włoską marką FIAT od 2015 roku.

## Historia i opis modelu

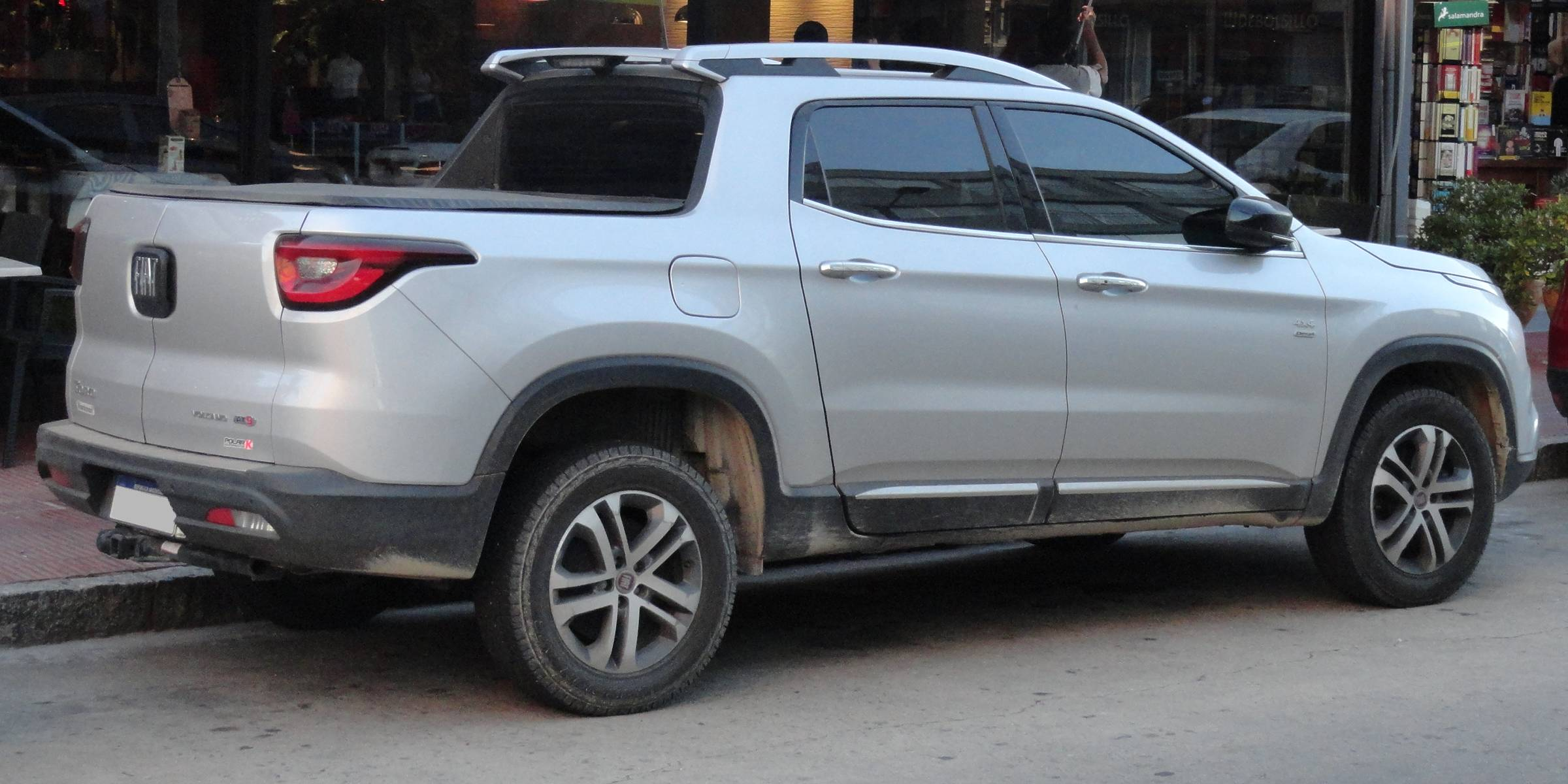
Fiat Toro - tył

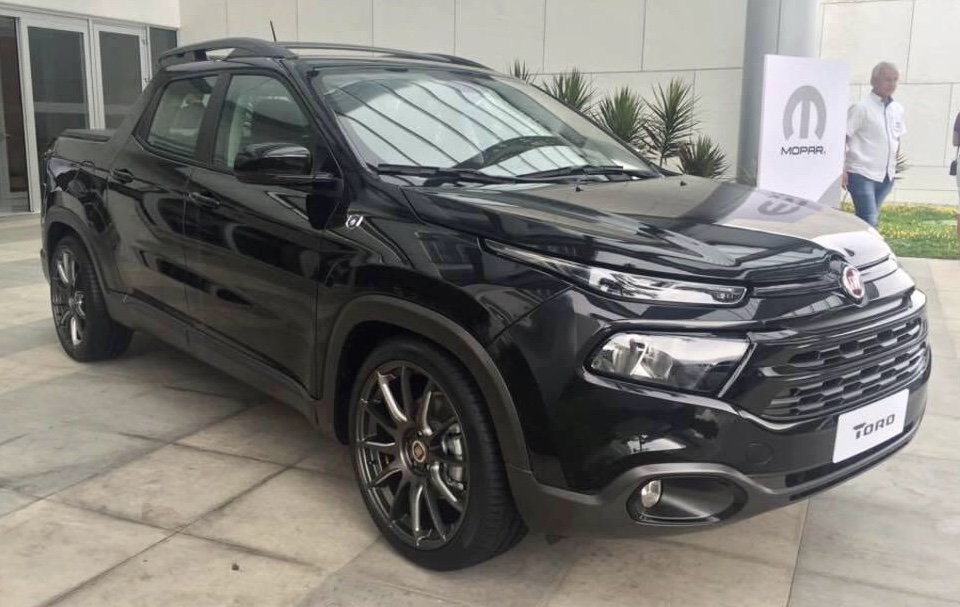
Fiat Toro Mopar Package

Pojazd zbudowany został na bazie samochodu koncepcyjnego FCC4. Auto zbudowane zostało na bazie zmodyfikowanej płyty podłogowej Jeepa Renegade. Stylistycznie auto nawiązuje do produkowanego przez Jeepa modelu Cherokee.
Auto oferowane jest wyłącznie na rynku południowoamerykańskim. Od grudnia 2018 roku Fiat Toro jest z kolei sprzedawany także w Kolumbii pod marką Ram Trucks jako Ram 1000.

### Wersje wyposażeniowe
- Urban
- Adrenaline
- Country

Pojazd wyposażony może być m.in. w kamerę cofania, czujniki deszczu, dwustrefową klimatyzację automatyczną, system nawigacji satelitarnej oraz 5-calowy ekran dotykowy obsługujący system multimedialny Uconnect, a także łączność Bluetooth, alufelgi, reflektory ksenonowe oraz światła przeciwmgłowe, a także światła do jazdy dziennej wykonane w technologii LED oraz szyberdach.

### Silniki
Benzynowe:
- R4 1.8 16V E-Torq Flex 138 KM

Wysokoprężne:
- R4 2.0 16V JTD 170 KM